# Tabulae patronatus de Bóquer
Les tabulae patronatus de Bóquer són dues tabulae patronatus de bronze associades a la ciutat federada de Bócor per les quals s'estipula el patronatge de dos personatges de bona posició envers la ciutat. Daten de l'any 10 aC i 6 dC, i tot i que són de tipologia idèntica no tenen cap vincle en particular. La més antiga va ser trobada el 1951 a la badia de Pollença després d'un temporal, mentre que la més tardana va ser trobada el 1765 al Pedret de Bóquer per un pagès que llaurava, cosa que va permetre identificar el jaciment del Pedret amb la ciutat de Bócor.

## Contingut

### Primera taula
| «                                  | (Original) IVLLO ANT]ONIO FABIO AFRICANO A[NTE] D[IEM] XVII K[ALENDAS] APRILES. CIVITAS BOCCHORITANA EX INSVLA BALIARVM MAIORVM PATRONVM COPTAVIT M[ARCVM] CRASSVM FRVGI LEIBEROS POSTEROSVE EIVS. MARCVS CRASSVS FRVGI EOS IN SVAM SVORVMQVE CLIENTELAM RECEPIT. EGERVNT C[AIVS] COELIVS C[AI] F[ILIVS] ET C[AIVS] CAECILIVS T[ITI] F[ILIVS] LEGATI. | (Traducció) Mentre eren cònsols Jul·lus Antoni i Fabi Africà, desset dies abans de les calendes d'abril, la ciutat bocoritana de l'illa balear major va adoptar com a patró Marc Cras Frugi, els seus fills i els seus descendents; Marc Cras Frugi els va acollir en la seva clientela i la dels seus. Ho dugueren a terme Gai Celi, fill de Gai, i Gai Cecili, fill de Titus, com a llegats. | » |
| — Tabula patronatus Bocchoritana I | | |   |

La troballa es va produir el 15 d'octubre de 1951, quan Francesc Fanals Sureda, treballador a la base militar del Port de Pollença, va haver de retirar de la carretera que va del Port a Alcúdia les pedres que el temporal havia desplaçat. Entre les pedres hi va trobar la placa de bronze, que s'endugué a casa a Alcúdia i allà la va mostrar al rector Ques i el mestre Vilaire, que comprengueren el valor de la peça. Fanals la va cedir al museu d'Alcúdia. L'arqueòleg Lluís Amorós pocs dies més tard acompanyà Fanals al lloc de la troballa, però no hi va poder identificar cap rastre de ceràmica antiga.
Actualment es conserva al Museu de Mallorca.

### Segona taula
| «                                   | (Original) M[ARCO] AEMILIO LEPIDO L[VCIO] ARRVNT[IO] CO[N]S[VLIBVS] K[ALENDAS] MAIS. EX INSVLA BALIARVM MAIORE SENATVS POPVLVSQVE BOCCHORITANVS M[ARCVM] ATILIVM M[ARCI] F[ILIVM] GAL[ERIA TRIBV] VERNVM PATRONVM COOPTAVERVNT. M[ARCVS] ATILIVS M[ARCI] F[ILIVS] GAL[ERIA TRIBV] VERNVS SENATVM POPVLVMQVE BOCCHORITANVM IN FIDEM CLIENTELAMQVE SVAM SVORVMQVE RECEPIT. EGERVNT Q[INTVS] CAECILIVS QVINCTVS C[AIVS] VALERIVS ICESTA PRAETORES. | (Traducció) Mentre eren cònsols Marc Emili Lèpid i Luci Arrunci, el dia de les calendes de maig, el senat i el poble bocorità de l'illa balear major varen adoptar com a patró Marc Atili Vern, fill de Marc, de la tribu Galèria; Marc Atili Vern, fill de Marc, de la tribu Galèria, va acollir el senat i el poble bocorità en la seva protecció i clientela i la dels seus. Ho dugueren a terme Quint Cecili Quint i Gai Valeri Icesta, com a pretors. | » |
| — Tabula patronatus Bocchoritana II | | |   |

La troballa es va produir el 1765 quan un pagès que llaurava a la zona del Pedret de Bóquer la va trobar. Un any més tard, Bonaventura Serra en va publicar un estudi detallat que va tenir prou ressò en el moment però també els segles posteriors, dins la historiografia mallorquina i en l'estatal en general. Actualment es conserva a la casa pairal dels marquesos de Vivot a Palma.

## Interpretació
Es tracta de dues taules (independents entre elles) que ratifiquen el patronatge de dos individus poderosos amb la ciutat de Bócor. El motiu per què la ciutat havia de recórrer al favor d'un patró bé pot ser que hagués entrat en decadència, després de la fundació i desenvolupament de la competidora colònia de Pol·lència, però en qualsevol cas és un indici d'un grau elevat de romanització, com també ho són les institucions que s'esmenten.
Marc Licini Cras Frugi és un personatge conegut, que fou cònsol el 14 aC i més tard passà a l'administració de la Citerior, moment en què es degué produir el contracte, atès que l'any 8 aC ja era procònsol a Àfrica. La seva importància comporta distància amb la ciutat, que per tenir-hi contacte ha de recórrer a llegats. En canvi, Marc Atili Vern és un personatge totalment desconegut. Hom ha suggerit que fos hispà, però en qualsevol cas sembla raonable que, si no era un nadiu de Bócor, ho era de l'illa o si més no hi residia, perquè l'acord es produí per mitjà dels magistrats de la ciutat, que raonablement no es desplaçarien fora de l'illa. Per altra banda, l'establiment d'un nou patronat no comporta el trencament de l'anterior amb Licini Cras.
Pel que fa a la figura dels pretors, es tracta d'una magistratura local. Atès que l'estatus de la ciutat era de ciutat federada, cal pensar que aquests pretors eren magistratures pròpies i no pas imposades. És possible que es tractàs de magistratures autòctones no fetes a imitació de les romanes, però això suposaria un problema, perquè és poc raonable que la societat posttalaiòtica pogués haver desenvolupat institucions semblants. Per resoldre-ho, hom ha proposat que es tractàs de magistratures amb un origen púnic (en concret hom ha parlat de sufets), per bé que és cert que no hi ha jaciments púnics documentats a Mallorca. En qualsevol cas, l'existència de pretors assenyala que l'estatus jurídic de la ciutat (el foedus) era força privilegiat i favorable, i confirma, juntament amb l'existència d'un consell (senatus) i l'ús del terme civitas, que el foedus es mantenia.